# Círculo rojo (serie de televisión)
Círculo rojo es una serie de televisión de suspense y con final cerrado, producida por Ida y Vuelta Producciones, la misma productora de Motivos personales.
Protagonizada por las actrices María Adánez, María Botto y Carmen Maura junto con el actor Emilio Gutiérrez Caba, fue estrenada el 7 de mayo de 2007. La serie está formada por 12 episodios que se emitieron en Antena 3. Aunque inicialmente los capítulos se emitían los lunes a las 22:00, Antena 3 decidió retrasar la emisión a la media noche por los bajos registros de audiencia que registraba en prime time.

## Argumento
Serie basada en una idea original de Stella de la Rosa y Carlos La Rosa, pero escrita por Carlos Vila y Javier Holgado. Originalmente la serie estaba destinada a emitirse de forma diaria, pero posteriormente Antena 3 decidió cambiar el formato y convertirla en una serie de prime time.
La trágica muerte de la famosa diseñadora Clara Villalobos Freire desencadena la venganza de dos mujeres cuyas vidas fueron destrozadas en el pasado. Con motivo de la muerte de Clara, su hermana Patricia y Andrea, amiga de ambas hermanas, se reencuentran tras 18 años. Las tres mujeres habían sido grandes amigas en el pasado, pero algo que ocurrió años atrás las separó.
Indagando en las causas de la muerte de Clara (aparentemente, un suicidio), Patricia se decide por fin a enfrentarse a ese terrible secreto que ha terminado con la vida de su hermana.
Andrea, más reticente a remover el pasado, pretende echar tierra sobre el asunto, pero las circunstancias la empujarán a participar en la historia y a entrar en el juego. Manteniendo la verdad oculta a sus familias, ambas mujeres utilizarán su inteligencia, sus encantos femeninos y las relaciones sociales para ir tirando sutilmente del hilo que les conducirá a esclarecer los hechos.
Pero el misterio sobre la muerte de Clara es sólo la primera pieza del rompecabezas que Patricia y Andrea tendrán que recomponer.

## Reparto
- María Adánez es Patricia Villalobos Freire.
- María Botto es Andrea Onieva de Villalobos.
- Emilio Gutiérrez Caba es Arturo Onieva.
- Jesús Noguero es Felipe Torrejón.
- Jorge Bosch es Esteban Suárez.
- Rafael Rojas es César Villalobos Freire.
- Esmeralda Moya es Lucía Villalobos Onieva.
- Paloma Mozo es Clara Villalobos Freire.
- Agustín Galiana es Roberto Larida.
- Nacho López es Julio.
- Marta Calvó es Montse.
- Ángel Hidalgo es Diego.
- Marta Belmonte es Belén.

### Con la colaboración especial de
- Carmen Maura como Victoria Freire vda de Villalobos.
- Jaime Blanch como Jaime Villalobos (Episodio 1 - Episodio 4).

## Episodios y audiencias
| Temporada | Temporada | Episodios | Estreno           | Final               | Audiencia media | Audiencia media | Audiencia media |
| Temporada | Temporada | Episodios | Estreno           | Final               | Espectadores    | Cuota           |                 |
| --------- | --------- | --------- | ----------------- | ------------------- | --------------- | --------------- | --------------- |
|           | 1         | 12        | 7 de mayo de 2007 | 23 de julio de 2007 | 1 452 000       | 12,8%           |                 |

### Primera Temporada: 2007
| Capítulo          | Nombre                     | Fecha de emisión          | Hora  | Espectadores | Share |
| ----------------- | -------------------------- | ------------------------- | ----- | ------------ | ----- |
| PRIMERA TEMPORADA |                            |                           |       |              |       |
| 1                 | Comienza el misterio       | Lunes 7 de mayo de 2007   | 22:00 | 2.286.000    | 12,7% |
| 2                 | Los demonios del pasado    | Lunes 14 de mayo de 2007  | 22:00 | 2.028.000    | 11,5% |
| 3                 | Vargas                     | Lunes 21 de mayo de 2007  | 22:00 | 1.771.000    | 9,9%  |
| 4                 | Un arriesgado plan         | Lunes 28 de mayo de 2007  | 22:00 | 1.741.000    | 10,6% |
| 5                 | Caminos separados          | Lunes 4 de junio de 2007  | 22:00 | 1.769.000    | 10,5% |
| 6                 | Una aterradora posibilidad | Lunes 11 de junio de 2007 | 22:00 | 1.790.000    | 11,4% |
| 7                 | Culpable o inocente        | Lunes 18 de junio de 2007 | 22:00 | 1.743.000    | 10,9% |
| 8                 | Una vida tranquila         | Lunes 25 de junio de 2007 | 23:55 | 805.000      | 11,4% |
| 9                 | El siguiente violador      | Lunes 2 de julio de 2007  | 23:55 | 839.000      | 17,0% |
| 10                | El último violador         | Lunes 9 de julio de 2007  | 23:55 | 733.000      | 12,8% |
| 11                | Ruleta rusa                | Lunes 16 de julio de 2007 | 23:55 | 892.000      | 15,8% |
| 12                | Un hecho sorprendente      | Lunes 23 de julio de 2007 | 23:55 | 1.022.000    | 19,5% |